# はりたつお
はり たつお（畭 辰雄、1974年 - ）は、日本の版画家・絵本作家・キャラクターデザイナー・グラフィックデザイナー・イラストレーター。

## 概要
幼少の頃から漫画家の中島たを、画家の清家文博に師事。大阪の高等学校を卒業後、地元のデザイン会社に就職。
その後、全国に農業公園を展開する企業家 久門渡と出会い、久門が手掛ける観光開発のデザイン開発に従事。デザインの他に、店舗設計やプランニングを数多く手掛けている。近年では、兄でありシンガーソングライターの畭正義（はりまさよし）の遺作の詩をテーマに版画作品を発表。全国販売となる。
デザインの代表作としては、堺市ハーベストの丘、岐阜県美濃加茂市日本昭和村、横須賀市ソレイユの丘等のCI計画、キャラクターデザイン等がある。
Benesse「幼児向け英語教材 Worldwide Kids English」「こどもちゃれんじ しまじろうキャラクター絵本」著書、大阪のレストラン「恒づね」のリニューアルデザインを手掛けている。
DHディー・エイチ名義での活動もおこなっており、主に偉人の肖像をダイナミックなアクションペインティングで表現し画面にモチーフとなる偉人の名言をそえる手法で作品を制作している。
BORO、井上直久などのアーティストと交流がある。

## 略歴
- 1974年　鳥取県境港市に生まれる
- 1986年　漫画家　中嶋たを／画家　清家文博に師事
- 1992年　豊中市美術展　ターレンスジャパン賞を受賞
- 2000年　愛媛新聞広告大賞作品にてCIデザインを担当
- 2003年　社団法人日本グラフィックデザイナー協会 　正会員
- 2005年　社団法人日本グラフィックデザイナー協会 　主催　JAGDAポスター展
- 2004年　滋賀県文化振興事業団主催「はりたつお展」が報知新聞掲載
- 2005年　わたむきホール虹エントランス窓面　巨大装飾デザインを担当
- 2005年　TOKOHA CG ART 展 2005 奨励賞を受賞
- 2006年　大阪難波丸善書店OCATギャラリーにて「はりたつお展」が河内新聞掲載 700人が閲覧
- 2006年　文芸社出版大賞にて月間賞を受賞
- 2006年　寝屋川市教育委員会主催「はりたつお展」開催
- 2008年　Benesseの幼児向け英語教材「Worldwide Kids English」キャラクター絵本の制作を開始
- 2008年　Benesse こどもちゃれんじ にて「しまじろう」をはじめとするキャラクター絵本の制作を開始
- 2009年　東亜建設工業の企業カレンダーイメージイラストを手掛ける
- 2009年　銀座老舗画廊「トップアート」35周年記念商品として選ばれ版画9柄を発売　日経朝日など新聞紙広告で紹介される

- 2009年　宮崎県特産品うなぎ ゆるキャラ絵本「うなレンジャー」制作開始
- 2010年　イオングループ薬局タキヤ　オフィシャルサイトビジュアルデザイン
- 2010年　山本化学工業／スコープ 企業カレンダーイラストを手掛ける
- 2011年　シンガーソングライター、声優の「宍戸留美」作詞をテーマに共同制作の版画を発表
- 2012年　宮崎県特産品うなぎ ゆるキャラ絵本「うなレンジャー」5巻（完結）
- 2013年　日本青年会議所 近畿地区協議会の依頼により、オリジナル絵本「アリガトウをみつけよう」を制作。作：安田真奈  絵：はりたつお
- 2013年　「DH」という作家名にて作品を発表  日本国内での作品取扱開始
- 2014年　こどもちゃれんじぽけっとEnglish　しまじろう絵本　作画
- 2015年　ベネッセ英語プレミアム　ハロウィン絵本　作画
- 2015年　ベネッセ英語コンサート絵本　作画
- 2015年　ベネッセWorldwide Kids Englishパズル絵本　作画
- 2016年　ベネッセ英語コンサート絵本　作画
- 2016年　絵本「にじいろのネジ」作画　朝日新聞掲載
- 2017年　京都造形芸術大学　芸術学部　キャラクターデザイン学科　特別講師に就任
- 2017年　ベネッセ英語コンサート絵本　作画
- 2017年　はりたつお展開催（大阪・埼玉・東京）

- 日本児童出版美術家連盟会員
- 社団法人　日本グラフィックデザイナー協会 正会員（退会）

## 掲載図書
- 美術年鑑／芸術家年鑑
- 資料／マーク・シンボルマーク集　9巻〜12巻　グラフィック社刊
- Benesse幼児向け英語教材「Worldwide Kids English」キャラクター絵本 1〜5巻
- Benesse2008.4号こどもちゃれんじ ぷち　よみかたり絵本「はぶらしシュッポ でておいで」
- Benesse2009.4号こどもちゃれんじ ぷち　よみかたり絵本「はぶらしシュッポ でておいで」
- 宮崎県特産品うなぎ ゆるキャラ絵本「うなレンジャー」1巻-5巻（完結）
- 絵本「アリガトウをみつけよう」日本青年会議所 近畿地区協議会刊
- Benesse「しまじろうコンサート絵本」2015-2017
- 絵本「にじいろのネジ」　象の森書房刊